# Бон-Жезус-ди-Матозиньюс

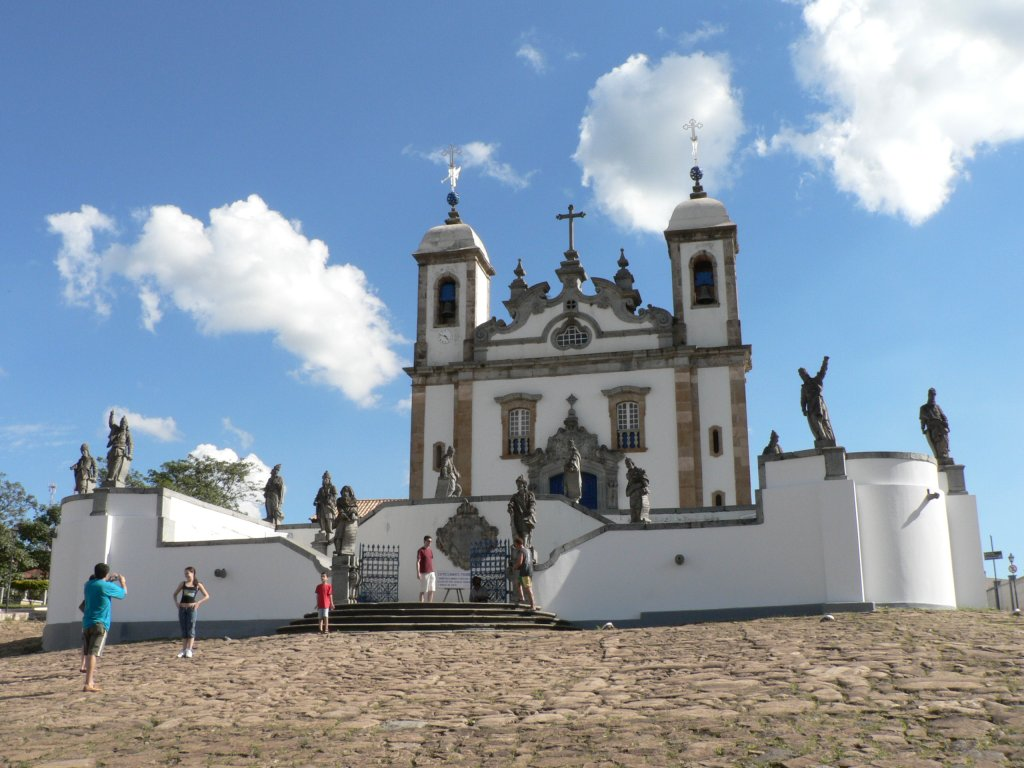

Бон-Жезус-ди-Матозиньюс — церковь в стиле рококо второй половины XVIII века, посвящённая Крестному пути, со статуями христианских пророков, построенная архитектором и скульптором Алейжадинью в городе Конгоньяс на территории современного штата Минас-Жерайс в Бразилии.
В 1939 году церковный комплекс был включён в список объектов исторического и художественного наследия Бразилии, а в 1985 году — в список объектов всемирного наследия ЮНЕСКО (под названием Бон-Жезус-ду-Конгоньяс).
Согласно легенде, храм был возведён на средства Фелисиано Мендеса, португальского иммигранта, который якобы был чудесным образом исцелён и решил построить здесь базилику, похожую на расположенную в его родном городе Брага в Португалии. Фактически же строительство комплекса на холме над городом Конгоньяс началось уже после смерти Мендеса, в 1773 году, и продолжалось на протяжении конца XVIII и начала XIX века.

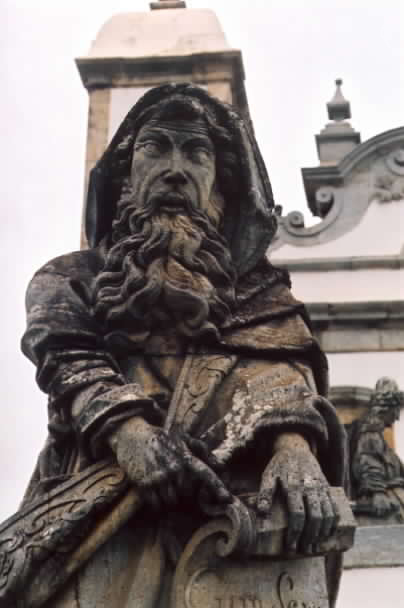
Скульптура пророка Исайи.

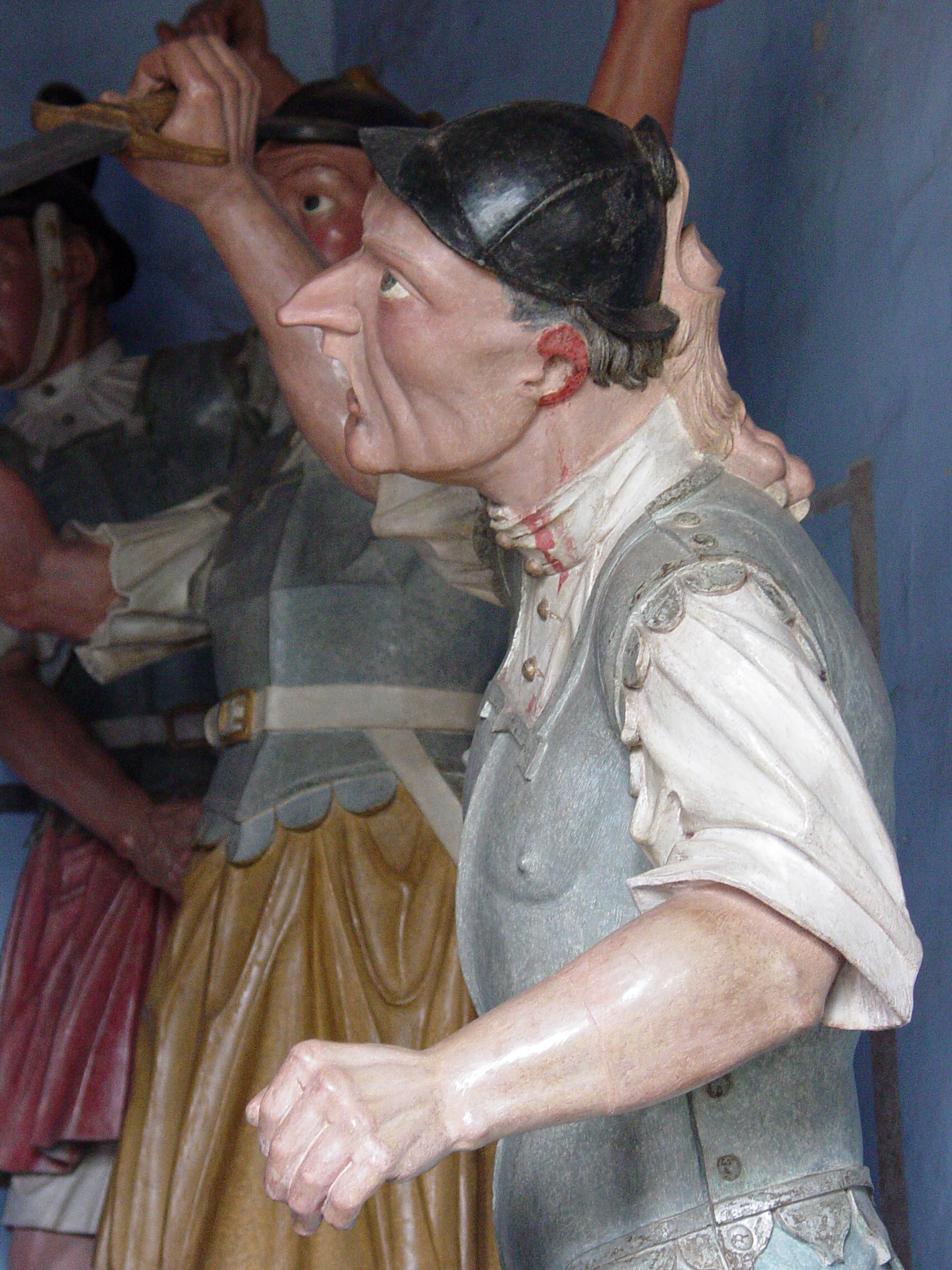
Скульптура римского солдата в одной из часовен.

Комплекс включает в себя церковь в стиле рококо, расположенные на большой лужайке под холмом с церковью семь часовен Крестного пути со сценами из остановок Христа на этом пути и Страстей Христовых, и располагающиеся вдоль лестницы, ведущей к храму, скульптуры пророков работы Алейжадинью.

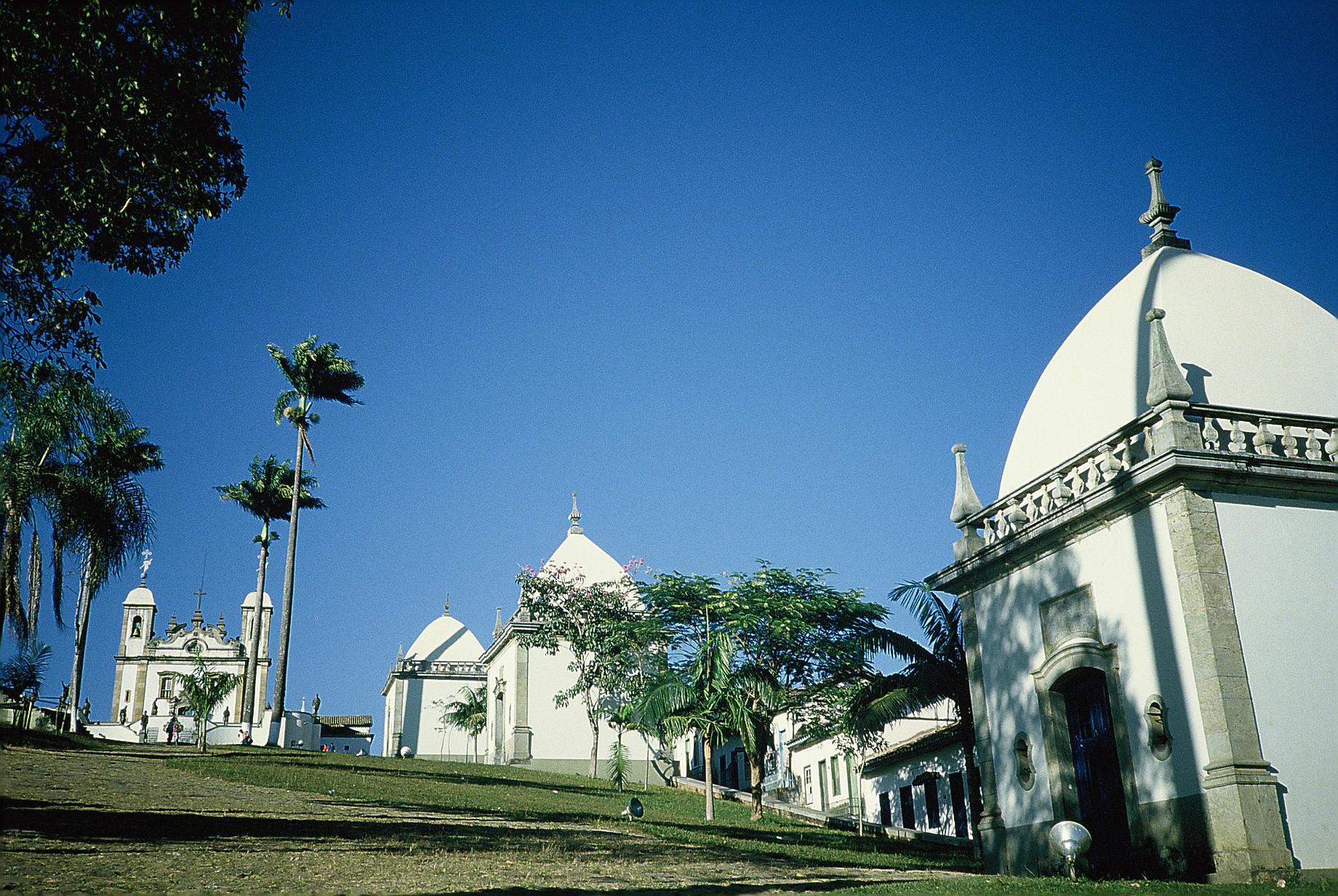
Часовни комплекса.

Фасад церкви выполнен в стиле барокко, тогда как внутренние помещения церкви — в стиле колониального рококо. Вдоль лестницы, ведущей к церкви, установлено двенадцать скульптур пророков Ветхого Завета, по размерам превышающие натуральную величину. Скульптуры пророков были вырезаны Алейжадинью из талькохлорита в период 1800—1805 годов.
Семь часовен Крестного пути, расположенные ниже церкви, украшены цветными скульптурными группами, выполненными также Алейжадинью, отражающими различные сюжеты из последних дней земной жизни Христа (от Тайной вечери до Распятия). Строительство часовен было завершено в 1809 году.